# Amigas y conocidas
Amigas y conocidas es un programa de televisión español de periodismo de actualidad que se emitió en La Primera de Televisión Española entre el 1 de septiembre de 2014 y el 31 de agosto de 2018. Era una adaptación del programa estadounidense The View.
El espacio, que se emitió de lunes a viernes, entre las 12:30 y las 13:25, estaba presentado por Inés Ballester desde su inicio, a quien se unió Berta Collado en 2016 como sustituta oficial, y contaba con la participación de varias colaboradoras que aportaban sus opiniones sobre las noticias presentadas en cada programa.

## Historia
El lunes 4 de agosto de 2014, La mañana de verano —versión veraniega de La mañana de La Primera— estrenó una sección en la que seis mujeres famosas se reunían para debatir y opinar sobre temas de actualidad.  Estas mujeres eran Inés Ballester, Loles León, Alba Carrillo, Carmen Delgado, Teresa Bueyes y Paloma Gómez Borrero.
El 1 de septiembre de 2014 Amigas y conocidas se «reestrenó» como programa independiente, basándose en la sección de La mañana de verano. Casi cuatro años después, la renovación de la administración de TVE como consecuencia del cambio de gobierno, decidió cancelar el espacio, teniendo lugar su última emisión el 31 de agosto de 2018.

## Equipo

### Presentadoras
Titular
- Inés Ballester (2014-2018)

Sustituta
- Berta Collado (2016-2018)

### Colaboradoras
- Beatriz Cortázar  (2015-2018), Periodista de crónica social
- Adriana Abenia  (2016), Presentadora
- Alba Carrillo  (2014-2015), Modelo
- Alessandra Martín  (2015), Periodista
- Ángela Vallvey  (2015-2018), Periodista y escritora
- Begoña Villacís  (2015), Abogada y política
- Belinda Washington  (2016), Presentadora
- Berta Collado (2015-2018), Periodista y presentadora
- Carmen Delgado  (2014-2015), Periodista
- Carmen Ro  (2015-2018), Periodista de crónica social
- Cayetana Guillén Cuervo  (2017), Presentadora y actriz
- Cristina Almeida  (2014-2018), Abogada
- Cristina Cubero  (2017-2018), Periodista deportiva
- Cristina Urgel  (2016), Presentadora y actriz
- Esmeralda Marugán (2016), Presentadora y locutora de radio
- Eugenia Marcos (2017-2018), Periodista
- Francine Gálvez (2015-2017; 2018), Periodista y presentadora
- Irene Junquera (2018), Periodista
- Isabel Llano «Isasaweis»  (2016)
- Isabel San Sebastián  (2014-2018), Periodista y escritora
- Laura Múgica  (2017-2018), Periodista
- Llum Barrera  (2015-2017), Periodista, presentadora y humorista
- Loles León  (2014), Actriz
- Lolita Flores (2014-2015), Cantante y presentadora.
- Lorena Gómez  (2017), Cantante
- Luz Sánchez-Mellado  (2016-2018), Periodista de El País
- Mari Pau Domínguez  (2014-2016; 2018), Periodista
- Marián Conde  (2016) , Cantante
- Marta Nebot  (2016-2018), Periodista
- Marta Robles (2014 -2016; 2018), Periodista, locutora de radio y escritora
- Paloma Gómez Borrero (†)  (2014-2017), Periodista
- Paula Prendes  (2015), Periodista y actriz
- Sandra Daviú  (2016), Periodista y presentadora
- Silvia Olmedo  (2016-2017), Psicóloga
- Silvia Tarragona  (2016-2018), Periodista y locutora de radio
- Sonia Ferrer  (2015-2018), Presentadora
- Teresa Bueyes  (2014-2015), Abogada
- Teresa Viejo  (2017-2018), Periodista y locutora de radio

## Audiencias
| Temporada | Temporada | Episodios | Estreno                 | Final | Audiencia media | Audiencia media | Audiencia media |
| Temporada | Temporada | Episodios | Estreno                 | Final | Espectadores    | Cuota           |                 |
| --------- | --------- | --------- | ----------------------- | ----- | --------------- | --------------- | --------------- |
|           | 1ª        |           | 1 de septiembre de 2014 |       |                 |                 |                 |
|           | 2ª        |           |                         |       |                 |                 |                 |
|           | 3ª        |           |                         |       |                 |                 |                 |
|           | 4ª        |           |                         |       |                 |                 |                 |